# Edwin M. Schur
Edwin M. Schur (* 18. Oktober 1930 in New York City) ist ein US-amerikanischer Soziologe und Kriminologe.

## Leben
Schur studierte Politologie, Soziologie und Rechtswissenschaften an der Yale University und an der London School of Economics, wo er 1959 zum Ph.D. promoviert wurde. Nach Tätigkeiten an verschiedenen US-amerikanischen Hochschulen wurde Schur 1971 ordentlicher Professor für Soziologie an der New York University.
Schurs Forschungen und Publikationen richten sich hauptsächliche auf Probleme der Rechtssoziologie und Theorien abweichenden Verhaltens. Schur gilt als ein früher Vertreter gesellschaftskritischer Kriminologie und des Etikettierungsansatzes. Seine Definition der Kriminalität ohne Opfer (etwa beim verbotenen Drogenkonsum) fand Einzug in die Lehrbuchkriminologie und Devianzsoziologie Besonders sein Konzept der radikalen Nicht-Intervention gegenüber jugendlichen Straftätern war ein Beitrag zur Kritischen Kriminologie. Seine Kernaussage lautete: „Leave kids alone whereever.“ Probleme mit Jugendlichen sollten diesen nicht zugeschrieben werden, um sie dann als „schlecht“, „krank“ oder „sozial benachteiligt“ zu behandeln. Jugendkriminalität müsse dagegen als Preis der bestehenden Sozialstruktur und der herrschenden kulturellen Werte anerkannt werden. Veränderungen seien dort notwendig, nicht bei den Individuen.

## Schriften (Auswahl)
- Narcotic addiction in Britain and America. The impact of public policy. Indiana University Press, Bloomington 1962.
- Crimes without victims. Deviant behavior and public policy: Abortion, homosexuality, drug addiction. Prentice-Hall, Englewood Cliffs 1965.
- Law and society, a sociological view. Random House, New York 1968.
- Our criminal society; the social and legal sources of crime in America. Prentice-Hall, Englewood Cliffs 1969, ISBN 0-13-643890-3.
- Labeling deviant behavior; its sociological implications. Harper & Row, New York 1971, ISBN 0-06-045812-7.

deutsche Übersetzung: Abweichendes Verhalten und soziale Kontrolle. Etikettierung und gesellschaftliche Reaktionen. Herder und Herder, Frankfurt am Main 1974, ISBN 3-585-32104-6.
- Radical Non-Intervention – Rethinking the Delinquency Problem. Prentice-Hall, Englewood Cliffs 1973, ISBN 0-13-750422-5.
- Victimless crimes. Two sides of controversy. Prentice-Hall, Englewood Cliffs 1974, ISBN 0-13-941690-0 (mit Hugo Adam Bedau).
- The politics of deviance. Stigma contests and the uses of power. Prentice-Hall, Englewood Cliffs 1980, ISBN 0-13-684753-6.
- Labeling women deviant. Gender, stigma, and social control. Temple University Press, Philadelphia 1983, ISBN 0-87722-332-7.
- The Americanization of Sex. Temple University Press, Philadelphia 1988, ISBN 0-87722-521-4.